# Orthoceras (plante)
Pour les articles homonymes, voir Orthoceras.
Genre
Orthoceras est un genre de plantes à fleurs de la famille des Orchidaceae. Ce sont des orchidées à port dressé trouvées en Australie et en Nouvelle-Zélande.

## Liste d'espèces
Selon World Checklist of Selected Plant Families (WCSP) (26 déc. 2010) :
- Orthoceras novae-zeelandiae (A.Rich.) M.A.Clem., D.L.Jones & Molloy (1989)
- Orthoceras strictum R.Br. (1810) - type